# أبو الفرج المقرئ
أبو الفرج المقرئ (517 هـ/ 618 هـ) عفيف الدين أبو الفرج، محمد بن عبد الرحمن بن أبي العز الواسطي السَفَّار المقرئ، ولد سنة 517 بواسط، قدم بغداد، وروى عن عدة من مشايخها، واشتغل بالتجارة مدة، وعاد إلى واسط وأقام بها، ثم قدم بغداد، وحدث بها في سنة أربع وثمانين وخمسمائة، وخرج إلى الشام وحدث في طريقه، وأقام بدمشق مدة يُقرأ عليه، ورجع إلى الموصل واستوطنها.

## من مشايخه
منهم:
- أبو جعفر النقيب، أحمد بن محمد بن العزيز بن علي بن إسماعيل العباسي المكي
- أبو الوقت السجزي، عبد الأول بن عيسى بن شعيب بن إبراهيم بن إسحاق السَّجزي
- أبو ياسر الطحان، عبد الوهاب بن هبة اللُه بن أيي ياسر عبد الوهاب بن علي بن أبي حبة البغدادي
- أبو المعالي، عمر بن بنيمان البغدادي
- أبو المظفر بن التريكي، محمد بن أحمد بن علي بن الحسين الهاشمي العباسي
- أبو الفتح ابن البطي، محمد بن عبد الباقي بن أحمد بن سلمان البغدادي الحاجب
- أبو منصور، مسعود بن عبد الواحد بن محمد بن الحصين الشيباني
- أبو المظفر بن الشبلي، هبة الله بن أحمد بق محمد، البغدادي القصار الدقاق

## تلاميذه والرواة عنه
منهم:
- أبو المحامد القوصي، إسماعيل بن حامد بن عبد الرحمن بن مُرَجَّى بن المؤمل الأنصاري
- تاج الدين، عبد الوهاب بن زين الأمناء الحسن بن محمد بن الدمشقي
- أبو الخطاب بن خليل: محمد بن أحمد بن خليل السكوني الأندلسي
- أبو عبد الله الدبيثي: محمد بن سعيد بن يحيى بن علي بن حجاج الواسطي الشافعي
- زكي الدين أبو عبد الله البرزالي: محمد بن يوسف بن محمد بن أبي يَذاس الإشبيلي

## وفاته
توفي في الخامس والعشرين من جمادى الآخرة سنة ثمان عشرة وستمائة بالموصل، ودفن بها.